# Даузенау
Даузенау (нім. Dausenau) — громада в Німеччині, розташована в землі Рейнланд-Пфальц. Входить до складу району Рейн-Лан. Складова частина об'єднання громад Бад-Емс.
Площа — 9,81 км2. Населення становить 1218 ос. (станом на 31 грудня 2020).